# Tunnelbekisting

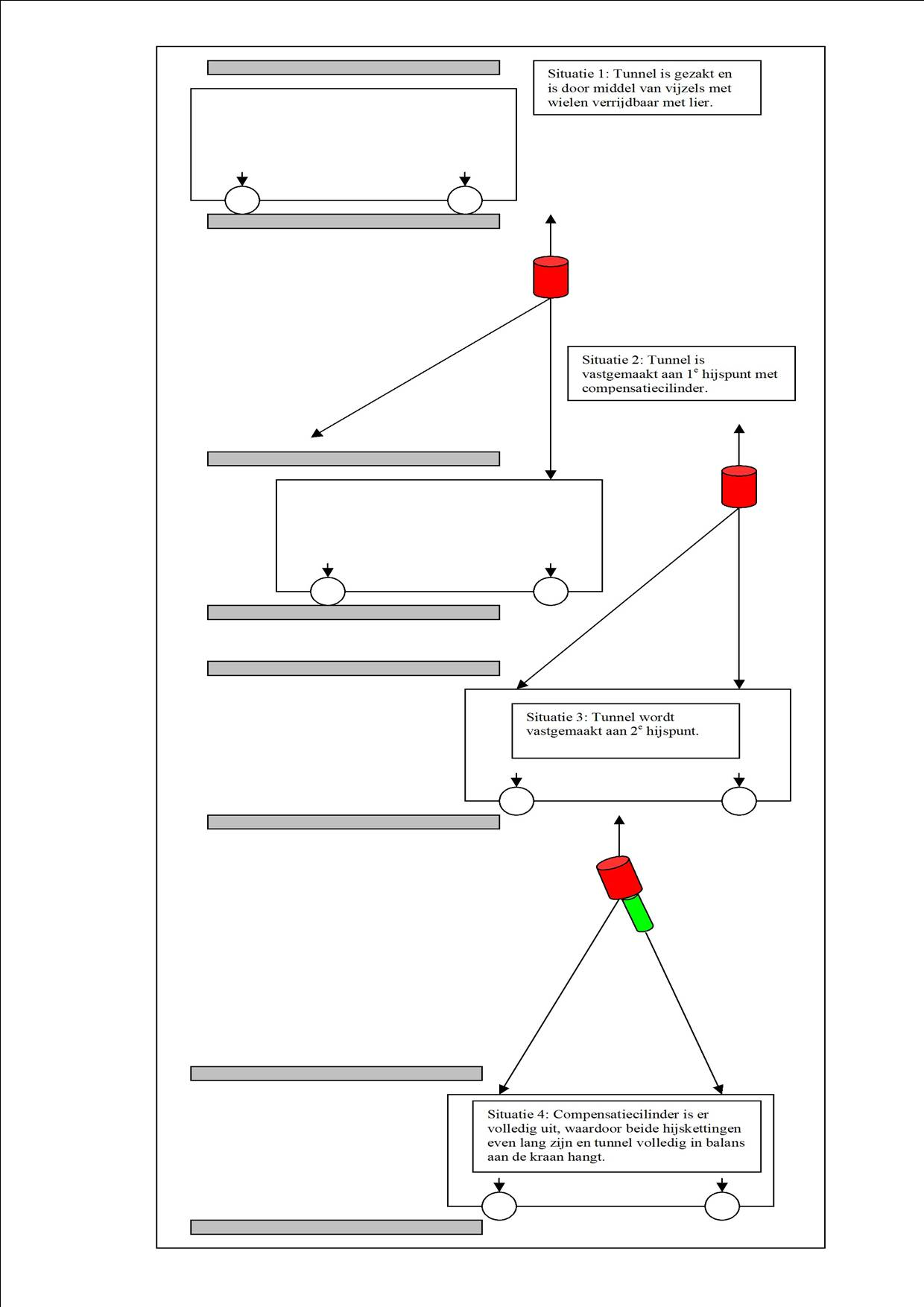
Werking compensatiecilinder

Tunnelbekisting is een speciaal soort bekisting voor beton, waarbij de wanden en de daarop liggende vloer, een beuk genoemd, in één arbeidsgang wordt gestort. Door het 's middags gestorte beton 's nachts te verwarmen kan de volgende ochtend de bekisting al worden weggenomen, waarmee de cyclus zich herhaalt. Het tunnelen bestaat vaak uit het stellen en storten van drie tot vier beuken per dag. Twee woningen per dag is gelijk aan tempo van de afbouw. Een tunnelbekisting kan een halve kist of een hele kist zijn en is een stalen betonbekisting. Een halve kist bestaat uit twee delen die om te ontkisten in het midden van de overspanning worden losgekoppeld. Een hele kist gaat er bij het ontkisten in zijn geheel uit. 
Tunnelbekisting is geschikt voor woningbouw in serie. De manier van werken heet gietbouw.
Het ontkisten van de tunnel gebeurt door het laten zakken van het tunneldek, dit is het plafond, dat door de zakbeweging de bovenkant van de wand iets naar binnen laat schranken. Vervolgens zakt de hele bekisting een stukje, waardoor het geheel op een aantal wielen komt te rusten die op vaste afstanden aan de wanden zijn bevestigd. De tunnel rijdt vervolgens met behulp van een lier de beuk over een speciale hangsteiger uit. Zodra de eerste hijsogen eruit steken worden deze vastgezet aan de kettingen van de compensatiecilinder. Deze hangt in een viersprong die aan een hijskraan hangt. De tunnel rijdt daarna verder door, waarbij niet wordt gecompenseerd. Als de achterste hijspunten vrijkomen worden deze aan de andere twee punten van de viersprong bevestigd. De compensatiecilinder wordt dan uitgelaten, verlengd en alle vier de hijspunten dragen dan evenveel gewicht. Op de achterste rijwielen staat geen druk meer. Hierna tilt de kraan de gehele tunnel eruit en zet deze klaar op de volgende beuk die wordt gemaakt.
De installateurs maken hun installaties daarna in de wanden en vloeren en de betonijzervlechter maakt de wapening. De eindwanden in een woningblok zijn in verband met stabiliteit over het algemeen gewapend en alle vloeren zijn van doorgaande onderwapening en bovenwapening bij de wanden voorzien. De tunnelwanden worden rond het middaguur gesloten. De dekken worden voorzien van de randkisten, sparingen en de onderwapening. Daarop worden de voorzieningen en installaties aangebracht en daarna wordt, meestal alleen bij de wanden, de bovenwapening aangebracht. Weer daarna worden de kimmen, kleine stukjes wand waar de tunnel de volgende dag tegengesteld wordt, aangebracht. Tijdens de laatste werkzaamheden wordt meestal de beton al aangevoerd, worden de wanden vast volgestort en worden de dekken afgestort. Wanneer de dekken al vaster zijn geworden worden ze volgestort. Na het storten wordt alles afgedekt en gaan de kachels in de tunnels aan zodat de volgende ochtend opnieuw de cyclus kan worden hervat.